# 227
227 (CCXXVII na numeração romana) foi um ano comum do século III do Calendário Juliano, da Era de Cristo. a sua letra dominical foi A (52 semanas), teve início numa segunda-feira e terminou também numa segunda-feira.
| Ano completo                         |
| ------------------------------------ |
| Ano comum com início à segunda-feira |